# Hets Hatsafon
La Hets Hatsafon (Flecha del Norte) es una carrera ciclista israelí que se disputa en el mes de junio. Desde el 2016, forma parte del UCI Europe Tour en categoría 1.2.

## Palmarés
| Año  | Ganador           | Segundo          | Tercero        |
| ---- | ----------------- | ---------------- | -------------- |
| 2011 | Ilan Kolton       | Ayal Rahat       | Yuval Dolin    |
| 2012 | Ayal Rahat        | Roy Goldstein    | Daniel Eliad   |
| 2013 | Guy Gabay         | Niv Libner       | Yaniv Levy     |
| 2014 | Dmytro Grabovskyy | Artem Topchanyuk | Niv Libner     |
| 2015 | Guy Sagiv         | Ben Einhorn      | Aviv Yechezkel |
| 2016 | Guy Gabay         | Emanuel Piaskowy | Marko Pavlič   |
| 2017 | Dor Dviri         | Eytan Levy       | Saar Hershler  |

## Palmarés por países
| País    | Victorias |
| ------- | --------- |
| Israel  | 6         |
| Ucrania | 1         |